# 李獻
李献（？—？），潞州上党县（今山西省长治市）人，元朝政治人物，元惠宗时中书左丞。
至正五年（1345年），李献担任兵部尚书，受命宣抚燕南、山东道，查询民情，平冤狱，察官吏。至正九年（1349年），升为御史中丞。至正十七年（1357年），升为中书左丞。至正十八年（1358年），为翰林学士。